# روئال آمونسن

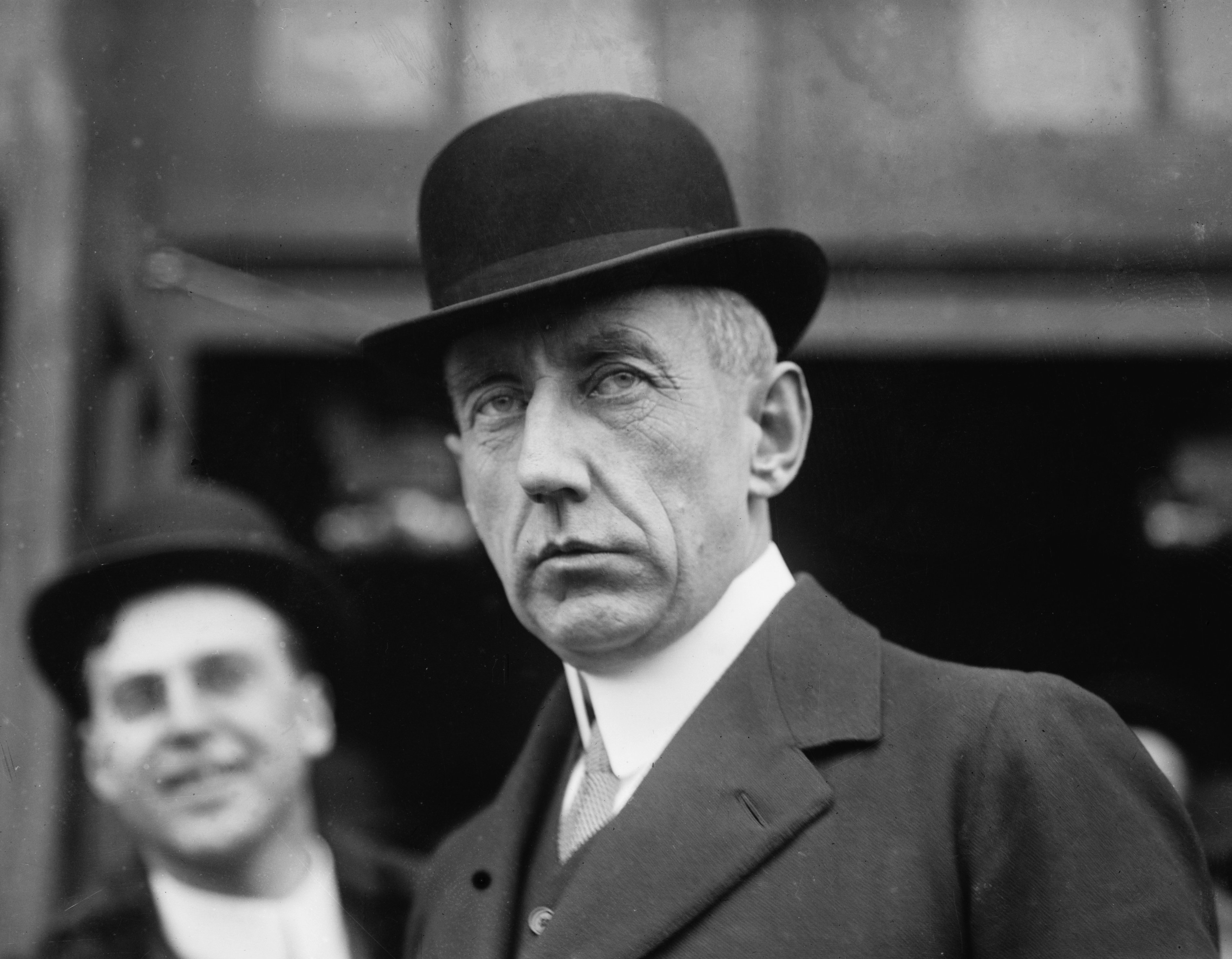
آمونسن در ۱۹۱۳

روئال اِنگِلبِرت گراونینگ آمونسن (به نروژی: Roald Engelbregt Gravning Amundsen) (زادهٔ ۱۶ ژوئیه ۱۸۷۲ – مرگ ۱۸ ژوئن ۱۹۲۸) جستجوگر نروژی دو قطب شمال و جنوب بود. او نخستین سفر اکتشافی قطب جنوب را - که منجر به موفقیت و فتح قطب جنوب شد - میان سال‌های ۱۹۱۰–۱۲ رهبری نمود و همچنین نخستین کسی است که توانسته به هر دو قطب شمال و جنوب برسد. آمونسن را نخستین کسی می‌دانند که گذرگاه شمال غربی را درنوردید. او در کنار مردانی چون داگلاس موسن، رابرت فالکون اسکات و ارنست شکلتون یکی از رهبران اصلی دورهٔ اکتشافات قهرمانانهٔ قطب جنوب بود.
روئال آمونسن در سال ۱۹۱۰ میلادی به سمت قطب شمال حرکت کرد و تصمیم داشت اولین کسی باشد که به آن جا می‌رسد، اما این تصمیم را به تعویق انداخت چرا که یک آمریکایی به نام رابرت پری پیش از اقدام او، مدعی شد که به آن جا رسیده‌است. بعدها ادعای پری در رسیدن به محل دقیق قطب شمال رد شد. این کاشف نروژی سپس تصمیم گرفت به قطب جنوب برود. آمونسن در ۱۴ دسامبر ۱۹۱۱ اولین کسی بود که توانست قطب جنوب را فتح نماید. گروه اعزامی ترا نووا به رهبری کاپیتان اسکات، یک ماه پس از وی وارد آن منطقه شد. او همچنین به اتفاق اسکار ویستینگ - همسفر و همقطار قدیمی وی در سفر به نقطهٔ مرکزی قطب جنوب - در سال ۱۹۲۶، با پرواز موفقیت‌آمیز بر فراز قطب شمال به کمک کشتی هوایی نورج، تبدیل به نخستین مردانی شدند که توانسته بودند هر دو نقطهٔ مرکزی قطب شمال و جنوب را مشاهده نمایند. آمونسن در ژوئن ۱۹۲۸ در طی یک عملیات نجات اومبرتو نوبیل، با هواپیما عازم شد و ناپدید گشت.

## زندگی
آمونسن در خانواده‌ای کشتی‌دار و ناخدا در بورگه نروژ زاده‌شد. پدرش ینس آمونسن بود و او فرزند چهارم خانواده بود. مادرش کوشید تا او را از پیشهٔ خانوادگیش -دریانوردی- دور نگاه‌دارد و او تا زمان مرگ مادرش یعنی تا ۲۱ سالگی از پرداختن به این کار پرهیز کرد. در این زمان دانشگاه پزشکی را رهاکرد و به دریانوردی پرداخت.
او میان سال‌های ۱۸۹۷–۱۸۹۹ یکی از هموندان گروه بلژیکی گسیل داشته به قطب جنوب بود. این گروه اعزامی را آدرین دوژرلاش رهبری می‌کرد و نخستین سفر زمستانی به قطب جنوب بود. کشتی آن‌ها در یخ گیر کرد و دشواری‌هایی همچون دچارشدن به بیماری اسکوربوت را برای خدمه‌اش پدید آورد ولی تجربه سودمندی را به آمونسن بخشید.

## گذر از میان دو اقیانوس
در ۱۹۰۳ آمونسن با کامیابی گذرگاه شمال غربی –میان دو اقیانوس اطلس و آرام را پیمود. آمونسن در روند این سفر از مردمان بومی نتسیلیک آموزه‌هایی را برای زندگی در قطب آموخت، برای نمونه بهره‌برداری از سگ‌های سورتمه. در ۱۹۰۵ و هنگامی که او در آلاسکا بود خبر استقلال نروژ از سوئد را شنید و گزارش کامیابی‌هایش را برای پادشاه تازهٔ نروژ هاکون هفتم فرستاد.

### گشایش قطب جنوب

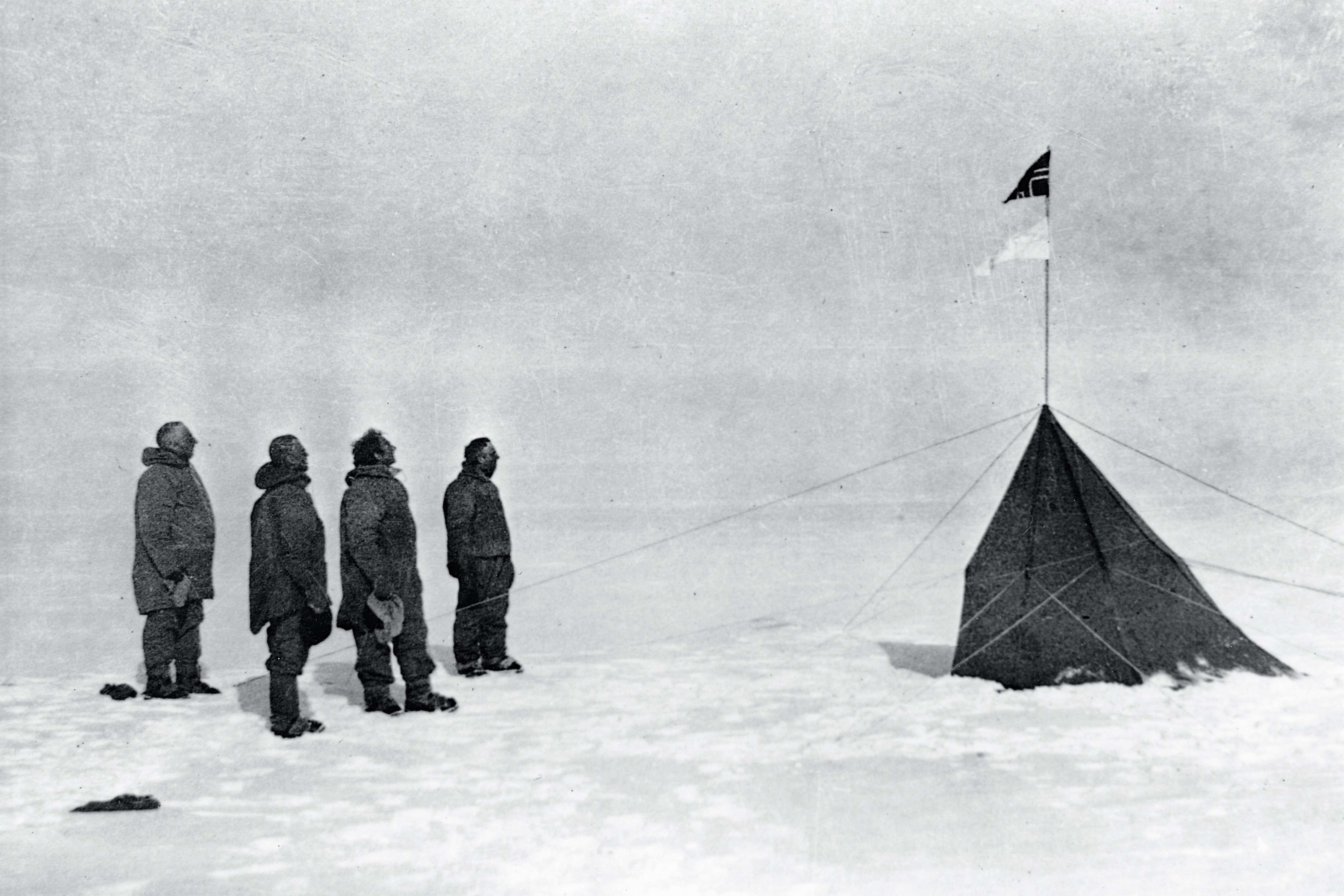
آمونسن و گروهش به پرچم نروژ در قطب جنوب نگاه می‌کنند، سال ۱۹۱۱

آمونسن در اندیشه سفر به قطب شمال بود که شنید فردریک کوک و رابرت پری عزم گشودن آن نقطه را دارند؛ پس به سوی قطب جنوب تغییر مسیر داد. او در این سفر سوار بر کشتی فرام بود. در ۳ ژوئن۱۹۱۰ از اسلو حرکت کرد. وی و مردانش در ۱۴ ژانویه ۱۹۱۱ به جزیره یخی راس رسیدند و نخستین اردوگاه خود را به نام فرامهیم بنیاد نهادند. سپس آمونسن مردانش را از پوشیدن پوشاک پشمی سنگین بازداشت و به جای آن به آن‌ها پوستین‌هایی همانند پوشش اسکیموها پوشاند. آن‌ها همچنین از سورتمه و اسکی بهره بردند و نیز در ۸۰٬۸۱ و ۸۲ درجهٔ جنوبی، یعنی در راه حرکتشان به سوی قطب جنوب، انبارهای آذوقه‌ای برپا ساختند. تیم او دربرگیرنده اولاف بیولاند، کریستیان پرسترود، هلمر هانسن، ساوری هاسل، اسکار ویستینگ و خود وی بود و با ۴ سورتمه و ۲۵ سگ به راه افتادند. پس از ۴ روز بالاروی در ۲۱ نوامبر به لبهٔ پشتهٔ قطبی رسیدند. آمونسن چنین برنامه‌ریزی کرده بود که در میان راه، سگ‌هایی را برای داشتن گوشت تازه کشته و بخورند. در ۱۴ دسامبر ۱۹۱۱ گروه پنج‌نفره به همراه ۱۶ سگ به نقطهٔ قطبی رسید. آن‌ها ۳۵ روز، زودتر از گروه رابرت فالکون اسکات –که هماوردشان در این نبرد بودند- به قطب جنوب رسیده‌بودند. آمونسن اردوگاه قطبی خویش را پولهایم (به معنای خانهٔ قطب) نام‌نهاد. وی همچنین فلات جنوبگان را نیز به نام پادشاه کشورش فلات شاه هاکون هفتم خواند. گروه در ۲۵ ژانویه۱۹۱۲ با ۱۱ سگ به فرامهیم بازگشت. کامیابی او در ۷ مارس۱۹۱۲ هنگامی که او به هوبارت در استرالیا رسید انتشار یافت. دریایی در اقیانوس منجمد جنوبی به افتخار این فتح، دریای آموندسن نامیده شد.

### کامیابی‌های دیگر
در ۱۹۲۵ او به دستیاری لینکلن الزورت و خلبان هیالمار ریزر لارسن و سه عضو دیگر با دو هواپیما دست به پیمایش عرض شمالی در جایی که مایل‌ها دور از رادار بود زدند.
در ۱۹۲۶ تیم آمونسن با هواپیمایی ساخته اومبرتو نوبیل از روی قطب شمال گذشتند. ایشان از اسپیتس‌برگن در ۱۱ مه ۱۹۲۶ برخاستند و دو روز پس از آن در آلاسکا بر زمین فرودآمدند.

### پایان زندگی
روئال آمونسن در ۱۸ ژوئن ۱۹۲۸ در هنگام انجام یک عملیات نجات ناپدید شد و پیکرش هیچ‌گاه یافت نشد. گویا هواپیمای او در مه دریای بارنتز گیرافتاده و آنگاه سرنگون شده‌بوده است.روز کشف قطب جنوب که چهاردهم سپتامبر بود به روز بزرگداشت آمونسن تبدیل شد و دو دقیقه سکوت در کل کشور نروژ برقرار گردید .